# Pure-FTPd
Pure-FTPd es un servidor FTP libre con un fuerte enfoque en la seguridad. Puede ser compilado y ejecutado en una variedad de sistemas operativos tipo Unix incluyendo Linux, OpenBSD, NetBSD, FreeBSD, DragonFly BSD, Solaris, Tru64, Darwin, Irix y HP-UX. También ha sido adaptado a Android.

## Historia
Pure-FTPd se basa en Troll-FTPd, escrito por Arnt Gulbrandsen mientras trabajaba en Trolltech, entre 1995 y 1999. Cuando Gulbrandsen dejó de mantener Troll-FTPd, Frank Denis creó Pure-FTPd en 2001, y en la actualidad el desarrollo continua liderado por Denis.